# Jacek Tacik
Jacek Tacik (ur. 1986) – polski dziennikarz, reportażysta i autor.
Ukończył studia na wydziale amerykanistyki Uniwersytetu Warszawskiego. Karierę dziennikarską rozpoczął od pracy we wrocławskim wydziale „Gazety Wyborczej”, w której pracował w latach 2005–2007. W 2008 roku dołączył do „Wydarzeń” Polsatu i Polsat News. W roku 2011 związał się z TVP Info. Od 2013 roku pracował jako reporter i prezenter w serwisie informacyjnym „Wiadomości” Telewizji Publicznej. W styczniu 2016, po tym, jak redakcję „Wiadomości” przejęła Marzena Paczuska (związana z PiS), został zwolniony - oficjalnym powodem miał być materiał dotyczący niezrealizowanej obietnicy prezydenta Andrzeja Dudy w sprawie pomocy kredytobiorcom frankowym. Od lutego 2016 roku rozpoczął pracę dla TVN, początkowo w programie „Czarno na białym” oraz magazynie „Polska i Świat” w TVN24, a od grudnia 2021 roku w zespole „Faktów” jako korespondent zagraniczny, gdzie relacjonował między innymi Inwazję Rosji na Ukrainę rozpoczętą w 2022 i Wojnę Izraela z Hamasem w 2023 oraz wojnę irańsko-izraelską w 2025 roku.
Artykuły publikował również w „Tygodniku Powszechnym”, „Nowych Mediach” i magazynie „Press”.

## Publikacje
- Zamach. Jan Paweł II – 13 maja 1981. Spisek. Śledztwo. Spowiedź, Wydawnictwo Literackie 2017, ISBN 978-83-08-06341-5
- Jak nie lubić Żyda?, Sonia Draga 2023, ISBN 978-83-8230-563-0